# Luis Mariano

Luis Mariano pe coperta discului Le secret de Marco Polo

Mariano Eusebio González y García, cunoscut sub numele de Luis Mariano, (n. 13 august 1914, Irún, Comunitatea Autonomă a Țării Basce, Spania – d. 14 iulie 1970, Paris, Région parisienne, Franța) a fost un actor, tenor și cântăreț de operetă basc spaniol, care s-a bucurat de o mare popularitate în țările de limbă spaniolă și francofone. Pe lângă spaniolă și franceză, vorbea fluent bască, limba sa maternă și a fost mereu mândru de originile sale basce.
A devenit faimos în 1945 datorită operetelor Frumoasa din Cádiz (La Belle de Cadix) și Cântărețul mexican, de Francis Lopez. A devenit apoi, pe scenă și pe marele ecran, „prințul operetei”.

## Biografie
Luis Mariano s-a născut în Irun, Spania, la 13 august 1914, fiul unui garagist și șofer de taxi și al unei lucrătoare de broderii. Încă din copilărie și-a arătat interesul pentru cântat. Familia sa s-a mutat în Franța la începutul războiului civil spaniol și s-a stabilit la Bordeaux, unde a studiat la conservator și a cântat de asemenea în cabarete.
Jeanne Lagiscarde, care era responsabilă la departamentul clasic al unui magazin de discuri din Bordeaux, l-a luat pe Mariano sub aripa ei și a renunțat la slujba ei pentru a plasa talentatul tânăr la Paris. Pentru a-și câștiga existența, Mariano a cântat în spectacole de scenă și a apărut în filme, începând cu „L’escalier sans fin” în 1943. În acel an a audiat pentru rolul lui Ernesto din Don Pasquale și a cântat în operă la Palais de Chaillot și mai târziu la Théâtre des Variétés, alături de Vina Bovy, înregistrând fragmente din operă. De asemenea, a lăsat multe înregistrări de cântec popular și operetă.
Între timp, Francis Lopez, un compozitor cu un succes din ce în ce mai mare, vrea cu orice preț să monteze un spectacol pentru sfârșitul anului 1945 în numele teatrului Casino Montparnasse. Lopez a propus apoi să completeze și să adapteze Mariage à l'essay, o operetă neterminată de Raymond Vincy al cărei subiect urma să aibă loc lângă Marsilia. Textieri Raymond Vincy, Marc-Cab și Maurice Vandair, au redenumit apoi piesa în Frumoasa Budapestei. Jeanne Lagiscarde îl contactează pe Francis Lopez pentru a-l alege pe Luis Mariano în rolul principal. Lopez și Mariano se întâlnesc la Fouquet's și se înțeleg foarte repede, ambii fiind basci. Odată ce Mariano a ajuns în echipă, Lopez a decis ca intriga spectacolului să aibă loc în Spania, la Cádiz, iar piesa a fost redenumită Frumoasa din Cádiz (La Belle de Cádiz). Munca de adaptare a versurilor a fost finalizată într-o lună. Luis Mariano participă la îmbunătățirea aspectul vizual al spectacolului și proiectează costumele, anumite decoruri precum și afișele promoționale. Prima reprezentație a fost programată pentru 19 decembrie. Primele reprezentații nu au avut succesul scontat și toți se gândeau deja la scoaterea de pe afiș a operetei. Programată să fie jucată timp de șase săptămâni, totuși La Belle de Cadix a fost reprezentată mai mult de cinci ani.
Popularitatea lui Luis Mariano a crescut rapid. Timp de zece ani, a dominat lumea cântecului și operetei. Succes deosebit îl are și în filmul Fandango (1949). Punctul culminant al carierei sale poate fi văzut în 1951-1952, anii apariției filmelor Cântărețul mexican și Violettes Impériales. În teatru de operetă, pe lângă Cântărețul Mexican (1951), a triumfat în Andaluzia (1947) și Cavalerul cerului (1955).
Luis Mariano a continuat să apară și în alte filme din 1946, inclusiv un rol cântând în filmul Napoleon și o adaptare cinematografică Țareviciul (1954) după opereta omonimă din 1927 de Lehár.
La 14 iulie 1970, Luis Mariano a decedat în urma unei hemoragii cerebrale la spitalul Salpêtrière din Paris.

## Opere de artă

### Operete
Muzica operetelor aduse în scenă de Luis Mariano este compusă de Francis Lopez, cu excepția celei din Chevalier du ciel compusă de Henri Bourtayre.
- 1945 Frumoasa din Cádiz (La Belle de Cadix)
- 1947 Andaluzia (Andalousie)
- 1951 Cântărețul mexican (Le Chanteur de Mexico)
- 1955 Chevalier du ciel
- 1958 La canción del amor mío
- 1959 Secretul lui Marco Polo (Le Secret de Marco Polo)
- 1961 Visa pour l'amour de Raymond Vincy și Francis Lopez, punere în scenă de René Dupuy la Théâtre de la Gaîté-Lyrique
- 1967 Le Prince de Madrid
- 1969 La Caravelle d'or

### Filmografie selectivă
- 1938 Ramuntcho, regia René Barberis : figurație de cântăreț
- 1943 Le Chant de l'exilé, regia André Hugon : un tânăr basc
- 1943 L'Escalier sans fin, regia Georges Lacombe : cântărețul
- 1946 Luis-Mariano chante, regia Louis Leclerc - scurt metraj, 22 min. : el însuși
- 1946 Histoire de chanter, regia Gilles Grangier : Gino Fabretti
- 1946 Gai Paris : Music-hall, regia Lucette Gaulard - scurt metraj
- 1947 Cargaison clandestine, regia Alfred Rode
- 1948 Je n'aime que toi, regia Pierre Montazel : Don Renaldo
- 1949 Fandango, regia  Emil-Edwin Reinert
- 1949 Pas de week-end pour notre amour, regia Pierre Montazel : Franck Reno, vedeta
- 1949 Vedettes en liberté, regia Jacques Guillon - scurt metraj, documentar 20 min : el însuși
- 1951 Andaluzia (Andalousie), regia Robert Vernay : Juanito Var
- 1951 El sueño de Andalucia, regia Luis Lucia Mingarro : Juanito Var
- 1951 Au pays basque, regia Pierre et Jean-François Apestéguy, documentar de scurt metraj, propria regie
- 1951 Rendez-vous à Grenade, regia Richard Pottier : Mario Da Costa
- 1952 Violettes impériales (Violetas imperiales), regia Richard Pottier : Juan de Ayala
- 1953 Frumoasa din Cádiz (La Belle de Cadix), regia Raymond Bernard și Eusebio F. Ardavín : Carlos
- 1953 Paris chante toujours, regia Pierre Montazel : participare de cântăreț
- 1953 La Route du bonheur (Saluti e baci), regia Maurice Labro și Giorgio Simonelli : participare de cântăreț
- 1953 L'Aventurier de Séville (Aventuras del barbero de Sevilla), regia Ladislas Vajda : Figaro
- 1954 Țareviciul[9] (Der Zarewitsch), regia Arthur Maria Rabenalt : Luis Mariano / Alioșka
- 1955 Quatre jours à Paris, regia André Berthomieu : Mario, coafor de dame
- 1955 Sur toute la gamme de Maurice Régamey : scurt metraj
- 1955 Napoleon (Napoléon), regia Sacha Guitry : cântărețul Garat
- 1956 Cântărețul mexican (Le Chanteur de Mexico), regia Richard Pottier : Miguel Morano / Vincent Etchebar
- 1956 À la Jamaïque, regia André Berthomieu : Jacques Gardell
- 1956 Printemps à Paris, regia Jean-Claude Roy
- 1958 Sérénade au Texas, regia Richard Pottier
- 1960 Candide ou l'Optimisme au XXe siècle, regia Norbert Carbonnaux : un dictator sud-american
- 1964 Les Pieds dans le plâtre, regia Jacques Fabbri și Pierre Lary : un agricultor